# 3425 Hurukawa
Hurukawa (asteróide 3425) é um asteróide da cintura principal com um diâmetro de 25,4 quilómetros, a 2,7283554 UA. Possui uma excentricidade de 0,0901965 e um período orbital de 1 896,79 dias (5,19 anos).
Hurukawa tem uma velocidade orbital média de 17,19951064 km/s e uma inclinação de 9,23521º.
Este asteróide foi descoberto em 29 de Janeiro de 1929 por Karl Reinmuth.
Seu nome é uma homenagem ao astrônomo japonês Kiichiro Hurukawa, descobridor de muitos asteróides.